# Rosa Venneman
Pour les articles homonymes, voir Venneman.
Rosa Venneman, née à Anvers, le 26 juin 1842 et morte au plus tôt en 1912, est une peintre belge connue pour ses peintures animalières, ses natures mortes et ses paysages de facture réaliste. Elle mène carrière en Belgique et à Paris. 

## Biographie

### Famille
Rosa (Rosalia Antonetta) Venneman, née à Anvers le 26 juin 1842, est la fille du peintre Charles Venneman (1802-1875) et de sa seconde épouse Agnès Spae (1813), mariés à Gand le 28 novembre 1838. Son demi-frère est le peintre Camille Venneman (1827-1868).

### Formation
Rosa Venneman est l'élève de son père, le peintre Charles Venneman et reçoit des conseils de Xavier De Cock. Vers l'âge de treize ans, elle décline l'offre de s'inscrire à l'atelier d'Eugène Verboeckhoven que pourtant elle admire et dont elle copie quelques œuvres représentant des vaches et des moutons. Très jeune, elle s'installe seule à Saint-Denis-Westrem, dans la campagne de Gand, afin de peindre et de fuir les séances de magnétisme animal dispensées chez son père. Elle vend ses premières œuvres à Bruxelles chez le marchand d'art Moïse Bernheim. Plus tard, vers 1871, elle rencontre le peintre paysagiste réaliste Louis Dubois qui l'influence durablement,,. En 1887 elle est également élève de Camille Venneman.

### Carrière
À partir de 1861, Rosa Venneman expose régulièrement aux salons triennaux belges. En 1867, elle se rend à Paris, tente en vain d'exposer une œuvre au Salon de 1869. Elle demeure dans la capitale française jusqu'à la Guerre de 1870 et y revient, finissant par s'y installer, avec sa mère, en 1875 après la mort de son père. Elle tient un salon parisien, notamment fréquenté par Félicien Rops, tandis que dans son atelier elle rencontre Rosa Bonheur qu'elle admire. Elle expose à deux éditions du Salon de Paris en 1877 et en 1879,.
À Paris, elle noue une relation amicale avec Adeline Dudlay, comédienne sociétaire de la Comédie-Française. Des difficultés financières adviennent et la contraignent à travailler dans une faïencerie à Montrouge. Endettée, une première vente de 21 de ses tableaux a lieu à Drouot le 12 décembre 1884, suivie par deux ventes par la même maison en 1887 et en 1894,. 
Elle expose au Salons des artistes français de 1887 et 1888, avant d’en être systématiquement refusée à partir de 1889. En revanche, elle expose au Cercle des femmes peintres à Bruxelles en 1890.  
En 1891, afin d'apurer ses dettes, elle organise dans son appartement une exposition personnelle, où elle ne vend que dix toiles sur les 88 proposées. La vente est un échec. Léon Roger-Milès, admirateur de son œuvre, décrit les difficultés inhérentes à l'ostracisme dont elle est victime. Il évoque des ennemis de l'artiste l'exploitant et la conduisant, le 20 juillet 1891, à être internée au Centre hospitalier Sainte-Anne pour "délire de persécution". Son internement la protège de la saisie de ses biens; seul Félicien Rops est autorisé à lui rendre visite. Sa défense dans Le Figaro par le journaliste Charles Chincholle et par ses créanciers désireux de récupérer leur argent mis sous séquestre, participent à sa remise en liberté en septembre 1891. 
Rosa Venneman réussit à sauver une partie de son maigre avoir et quelques toiles qu'elle vend, grâce à l'aide de ses amis, dont Félicien Rops. Elle écrit ensuite une autobiographie,. Un procès s'ouvre en 1892 pour séquestration arbitraire, la défense étant assurée par l'avocat Camby. En mars 1893, elle expose à la Galerie du Capitole de Toulouse.
Sa résidence en France n'est plus attestée après 1897, où elle expose une dernière fois en novembre au salon du Figaro. Un retour en Belgique advient avant janvier 1903 lorsqu'elle expose à Bruxelles.
Jusqu'en mai 1912, elle expose régulièrement dans des galeries de Bruxelles, puis sa vie n'est plus documentée.

## Œuvre

### Caractéristiques

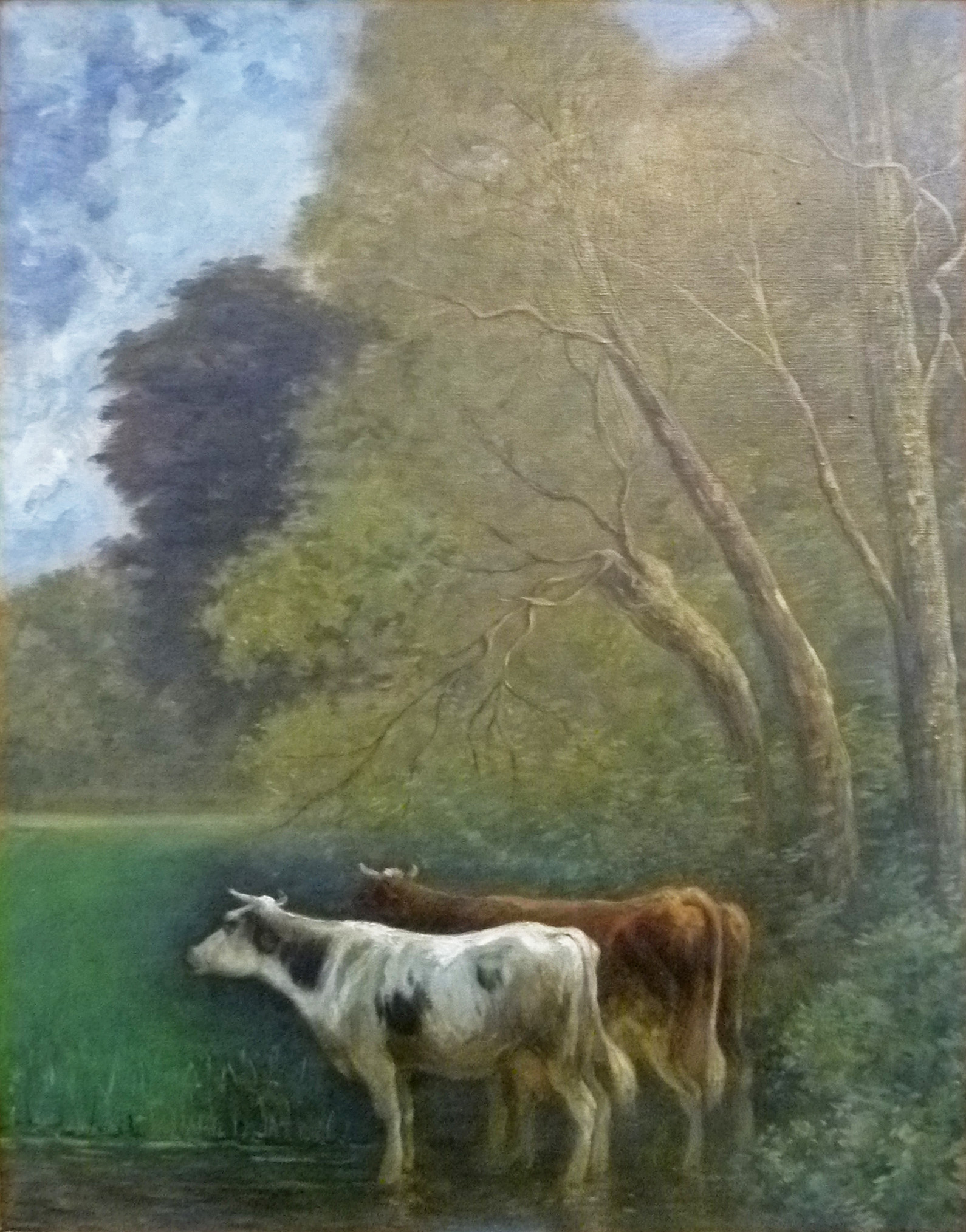
Paysage avec vaches, collection privée.

Son champ pictural, de facture réaliste, couvre essentiellement les peintures animalières, les natures mortes, les paysages et les fleurs. Grande admiratrice de Rosa Bonheur, elle se concentre sur les représentations d’animaux au pâturage, et elle s'y inspire également de Potter. Elle peint également des fleurs et, en 1870, elle expose une vue qu'elle a réalisée à Calmpthout, où est établie l'École de Calmpthout, centre géographique et spirituel d'une colonie de peintres paysagistes. Les catalogues des œuvres vendues à Drouot en 1884, en 1887 et en 1894 mentionnent des lieux où Rosa Venneman peint : Ostende, Cherbourg, Le Tréport, Melun, Nice, Arromanches-les-Bains, ou encore Dieppe, où elle réalise des marines,,. Ses scènes de pêche évoquent les peintres hollandais du XVIIe siècle.
En 1887, Firmin Javel écrit que Rosa Venneman a, grâce à son travail acharné et à l'étude de la nature, conquis une liberté, une franchise d'accent et une grande indépendance au mépris des conventions, des traditions et des formules. Elle s'est, aux côtés des maîtres animaliers, fait une « place au soleil ».
Lors de sa dernière exposition à Bruxelles, en mai 1912, les quelque trente toiles qu'expose Rosa Venneman sont jugées par la critique : « Cette femme artiste peint la fleur et la vache, la vache à l'étable et au pâturage, elle exécute cela lourdement, mais avec un vrai sens naturiste. Ses fleurs sont souvent pesantes, trop matérielles et ses animaux manquent de mobilité. Mais il est des ouvrages dont la facture a de la vigueur, et dont le coloris possède de la chaleur et de l'éclat. Certains de ses sites étoffés de bétail ont de la grandeur, de la puissance ; ainsi, son paysage intitulé Royon avec son ciel livide annonçant l'orage ne manque pas de pathétique. Rosa Venneman prouve parfois que son œil est sensible aux subtiles valeurs colorées des choses. Les eaux de sa Petite marine ont des nuances nacrées exquises, où la finesse charmante des tons s'accorde avec la souplesse de la facture. »

### Expositions

#### Belgique
- Salon d'Anvers de 1861 : Paysage avec animaux[14].
- Salon de Gand (XXV) de 1862 : Vaches au pâturage[15].
- Salon de Bruxelles de 1863 : Un cabaret flamand[16].
- Salon d'Anvers de 1864 : Le Pâturage[17].
- Salon de Gand (XXVI) de 1865 : Vaches au labour et Vaches en repos aux environs de Blankenberghe[18].
- Salon d'Anvers de 1867 : Vaches au repos aux environs de Sint-Denijs et L'Attente[19].
- Salon de Gand (XXVII) de 1868 : Vaches en repos, Paysage avec animaux, Vaches au pâturage et Vaches dans la prairie[20].
- Salon d'Anvers de 1870 : Pâturage flamand et Étable, vaches et abreuvoir et Vaches retournant à l'étable aux environs de Calmpthout[21].
- Salon d'Anvers de 1873 : Extérieur de ferme, Une prairie et Fleurs[22].
- Salon d'Anvers de 1876 : Métairie flamande, bétail et Bétail au pâturage[23].
- Salon d'Anvers de 1879 : L'Attente[24].
- Salon de Gand (XXXI) de 1880 : Un coin de cuisine dans un restaurant parisien[25].
- Salon de Bruxelles de 1881 : Prairie flamande, vaches (aquarelles)[26].
- Salon de Gand de 1883 (XXXII) : Paysage avec animaux[27].
- Salon de Bruxelles de 1884 : Animaux au bord de l'eau.
- Exposition du Cercle des femmes peintres de 1890[28].
- De 1903 à 1912 : expositions à Bruxelles :  Galerie d'Art (1903, 1912), Galerie royale (1903), Cercle artistique (1904), Salle Boute (1909)[13].

#### France
- Salon de Paris de 1877 : Une prairie en Flandre[29].
- Exposition universelle de 1878 à Paris[5].
- Salon de Paris de 1879 : L'Attente[30].
- Salon des artistes français de 1887 : Vaches au repos et Troupeau de vaches dans la prairie[31].
- Salon des artistes français de 1888 : Rentrée à la ferme[32].
- Exposition à la Galerie du Capitole de Toulouse en mars 1893 : Vaches[6].

### Collections muséales
Des œuvres de Rosa Venneman sont conservées au Musée des Beaux-Arts de Liège (Vaches au pâturage), et dans ceux de Cambrai (Le retour des pêcheurs, Arromanches), Compiègne (Vaches sous les arbres), Pontoise (Vaches au repos en bord de mer et Trois études d'animaux), Saintes (Dans le maïs), Senlis, Soissons et Vannes,.

### Exposition rétrospective
- 2024, Musée Félicien Rops de Namur, dans le cadre de l'exposition : Le Cercle des femmes peintres (1888-1893) & Kiki Crêvecoeur[33].

### Publication
- Rosa Venneman, Autobiographie, Paris, Péri-Vérité, 1891 (réimpr. 2021 [Hachette]), 13 p. (lire en ligne).